# Nagyszentjános
Nagyszentjános község Győr-Moson-Sopron vármegyében, a Győri járásban. 1985. január elsejével alakult önálló községgé, addig Gönyűhöz tartozott.

## Fekvése, földrajzi helyzete
A Kisalföld keleti részén fekszik, Gönyűtől délkeletre, a Bakony-értől keletre, Győrtől mintegy 25 kilométer távolságra.

### Megközelítése
A megyeszékhely, Győr felől mind az M1-es, mind pedig az 1-es főúton el lehet érni a települést, amelyet déli és északi irányból közrefog ez a két főútvonal.
Tényleges főutcája a 8152-es út, amely az északi külterületei között ágazik ki az 1-es főútból, és nagyjából három kilométer megtétele után éri el a község központját. Az út innen dél felé halad tovább, Bőny és Bana határvidékéig.
Vasúton is könnyen elérhető a község, a Budapest–Hegyeshalom–Rajka-vasútvonalon, melynek egy megállási pontja van itt. Nagyszentjános vasútállomás a település központjának délnyugati részén található, közúti elérését a 8152-es útból kiágazó 81 331-es számú mellékút (települési nevén Vasút utca) biztosítja.
A falu határában 700 hektárnyi erdő található, ahol minden évben – főleg ősszel – vadászok puskái törik meg a természet csendjét. A fenyvest a Bakony-ér szeli át, régebben ebben fürdőzött a falu apraja-nagyja. Mára annyira szennyezett, hogy a szentjánosi lakosok szívesebben hűsölnek a Dunában.

## Története
A falu és környéke régóta lakott, de a betelepülés idejét nem tudjuk pontosan. A Lél törzshöz tartozó Szemere és Szoárd hadnagyok birtokának határmezsgyéje volt e terület. 1216-ban apátsági birtokként szerepelt III. Ince pápa összeírásában, Zászló (Zazlon) néven. Ugyanez a helységnév található Albens mester 1237 körül keletkezett jegyzékében is, ahol Gönyűvel határos helységként említik. Zászló részletesebb leírása csak 1240-ig maradt ránk, melyből kiderül, hogy ennek a településnek 2 ház lovasszolgája, 10 ház udvarnoka és 2 juhásza volt. 1242-es esztendőt követően nincsenek további adataink, s minden bizonnyal a tatárjárás idején ez a nevű vidék kipusztult. Valószínűleg az itteni lakosság a győri várba menekült a portyázó tatárok elől, hátuk mögött hagyva a települést.
Van még egy nyom, egy Öreg-Szentjánosnak nevezett helyről, mely népes puszta volt a mai Krémer-major helyén. Ezt a II. András uralkodása alatt „Oppidum Atti Joannis”-ként említették. Érdekessége Öreg-Nagyszentjánosnak, hogy volt egy temploma, melyet átalakítottak várszerű építménnyé, s a szóbeszéd szerint innen alagút vezetett a pannonhalmi várba. Minden bizonnyal ez a település is hadakozó népek áldozata lett, mégpedig a törököké. 1627 körül Ali Csauoz ugyan benépesítette ezt a területet, de Kara Mustafa tábora újra elpusztította, s soha többé fel sem épült.
A 17. század közepe táján az Eszterházyak földművelő- és állattenyésztő telepeseket költöztettek a hajdani Öreg-Szentjános környékére. Ekkortájt épült fel – szintén a grófi család ténykedésének köszönhetően – Felsőszentjános puszta is. A század végén létesült még egy tanya, mely az Alsószentjános elnevezést kapta, jelezve, hogy a két település egy gazda alá tartozik. Ezek a helységek a mai napig fennállnak, csupán nevük változott meg, Nagy- és Kisszentjánosra. A 19. század elején Nagyszentjános egyik tanyáját az Eszterházy család  Majk pusztáért cserébe Lichtenstein hercegnek adta. Így keresztelték el ezt a területet Majkszentjánosnak.
A 19. század elején a településen már állhatott a grófi kastély, hiszen 1809-ben a kismegyeri csata után francia tisztek laktak benne. A század második felében körülötte öt cselédház, s ugyanennyi istálló is épült. A birtokot 1870-ben Eszterházy Móric bérbe adta 50 évre Auspitz Pálnak, aki a gazdaságot szeszgyárral bővítette. Ezenkívül 1880 körül malomgyár is létesült itt. Sőt 1856-ban az épülő Budapest–Bécs vasútvonal mellett Nagyszentjános is állomást kapott. Így a település az eddiginél nagyobb mértékben bekapcsolódott az ország vérkeringésébe. Ettől kezdve indult meg a falu fejlődése, s vált egyre vonzóbbá az ide időszaki munkára érkezők számára. Főleg az 1920-as évektől szivárogtak ők a településre Vas és Zala vármegyéből. Kezdetben egy-egy hónapra jöttek, majd magukkal hozva családjukat letelepedtek a helységben. 1945 után szintén sokan választották otthonuknak Nagyszentjánost, hisz az itt megalakuló Állami Gazdaság (1949) munkát tudott biztosítani mind a környéken lakóknak, mind pedig a messziről jötteknek (Vas és Zala, Nyírség).
Mivel a lakosság száma folyamatosan nőtt, biztosítani kellett az alapvető ellátásokat. 1953-ban vezették be a villanyt, felépítették az emeletes iskolát, s 1969-től óvoda is működött a faluban.
Nagyszentjános 1984 végéig Gönyű része volt, ezután 1989-ig közös tanácsa volt Gönyűvel, végül 1990-ben alakult meg önálló önkormányzata. A következő években jelentős fejlődés ment végbe a községben, főleg az infrastruktúra javult. Nőtt a burkolt utak aránya, szinte minden lakásba eljutott a vezetékes ivóvíz, és megugrott a vezetékes telefonnal rendelkező otthonok száma is. Szeretnék, ha minél többen költöznének a községbe. Új utcákat is nyitottak, ahol új lakóházak épültek.
Az egészségügyi alapellátást a háziorvosi szolgálat biztosítja. Az orvosi rendelő épületét 1993-ban újították fel, s bővítették ki egy gyógyszertárral. A településen működik egy nyolcosztályos általános iskola, melyben az 1977/78-as tanévtől kezdve létezik speciális osztály, ahol a testileg és szellemileg sérült gyermekek fejlődéséről gondoskodnak. Itt található egy könyvtár is, mely hetente három alkalommal áll az érdeklődők rendelkezésére. Nagyszentjánoson mindössze ez az egyetlen hely, ahol művelődésre lehetőség van, hiszen a községnek nincsen kultúrháza. A rendszerváltást követően számos egyéni vállalkozás alakult. Ezek legtöbbje kereskedelmi és vendéglátói céllal jött létre. 1992-ben alapította meg varrodáját a győri székhelyű A + A Kft., mely nem csupán a helybeli lakosoknak, hanem a környékbeli embereknek is nyújtott munkalehetőséget.
2008. március 1. egy tornádó okozott jelentős károkat a községben. Ritka egy márciusi tornádó errefelé erejét EF1 vagy EF2-re becsülik.

## Nevezetességei
A falu közigazgatási területén vannak a Dunában az Erebe-szigetek. A két sziget erdőrezervátum, a Pannonhalmi Tájvédelmi Körzet része.
Római katolikus templom: 1997-ben fogott hozzá az egyház egy templom építéséhez. Alapkövét 1997. december 8-án tették le. Alapterülete 298 m². A győri Horváth Sándor építészmérnök tervei alapján épült templomot, amelyben havonta egyszer református istentiszteletet is tartanak, szent János apostol és szent Liborius püspök tiszteletére szentelték fel.

## Közélete

### Polgármesterei
- 1990–1994: Dr. Halmágyi Győző (független)[5]
- 1994–1998: Derzsi István (MSZP)[6]
- 1998–2002: Kócs Sándor (független)[7]
- 2002–2006: Unger Vilmos (független)[8]
- 2006–2010: Unger Vilmos (független)[9]
- 2010–2014: Friderics Cecilia Feliczitász (független)[10]
- 2014–2019: Friderics Cecilia Feliczitász (független)[11]
- 2019–2024: Friderics Cecilia (független)[12]
- 2024– : Friderics Cecilia (független)[1]

## Népessége
A település népességének változása:
| Lakosok száma | 1790 | 1792 | 1791 | 1799 | 1884 | 1887 | 1970 |
|               | 2013 | 2014 | 2015 | 2021 | 2022 | 2023 | 2024 |

A 2011-es népszámlálás során a lakosok 90,8%-a magyarnak, 0,6% németnek, 0,2% románnak mondta magát (9,1% nem nyilatkozott; a kettős identitások miatt a végösszeg nagyobb lehet 100%-nál). A vallási megoszlás a következő volt: római katolikus 51,5%, református 7,1%, evangélikus 3,8%, görögkatolikus 1,5%, felekezeten kívüli 11% (24,6% nem nyilatkozott).
2022-ben a lakosság 90%-a vallotta magát magyarnak, 0,8% németnek, 0,3% ukránnak, 0,2% románnak, 0,1-0,1% örménynek, bolgárnak, cigánynak, szlováknak, szlovénnek és lengyelnek, 2,7% egyéb, nem hazai nemzetiségűnek (9,9% nem nyilatkozott; a kettős identitások miatt a végösszeg nagyobb lehet 100%-nál). Vallásuk szerint 30,2% volt római katolikus, 6,4% református, 2,4% evangélikus, 1% görög katolikus, 0,3% ortodox, 0,6% egyéb keresztény, 1,2% egyéb katolikus, 14,9% felekezeten kívüli (43,1% nem válaszolt).